# Mój przyjaciel Meaulnes
Mój przyjaciel Meaulnes (Le Grand Meaulnes, wymowa: [lə ɡʁɑ̃ moln]) – jedyna powieść francuskiego pisarza Alaina-Fourniera z 1913 roku.

## Fabuła
Piętnastoletni François Seurel opowiada o przyjaźni z siedemnastoletnim Augustinem Meaulnes’em, który poszukuje utraconej ukochanej. Impulsywny, zuchwały, bohaterski Meaulnes ucieleśnia ideał romantyczny, poszukiwanie nieosiągalnego i tajemniczy świat między dzieciństwem i dorosłością.
François Seurel, narrator, jest spokojnym synem pana Seurela, dyrektora szkoły w wiosce niedaleko Vierzon w regionie Sologne w sercu Francji, pełnym jezior i piaszczystych lasów. Jego matka też jest nauczycielką. Nowym uczniem zostaje Augustin Meaulnes, bystry młodzieniec pochodzący z niezbyt zamożnej rodziny. Wkrótce znika on i po powrocie z eskapady opowiada, ze natrafił na nocne, magiczne przyjęcie kostiumowe pełne dzieci, zabaw, tańców i maskarad, gdzie podczas przejażdżki łodzią po jeziorze spotkał dziewczynę swoich snów, Yvonne de Galais. Nie rozmawiali jednak. Mieszka ona z owdowiałym ojcem i swoim lubiącym ryzyko bratem Frantzem w wielkim, starym, zaniedbanym rodowym zamku. Przyjęcie weselne urządzono na powitanie Frantza i dziewczyny, którą miał on poślubić. Narzeczona Valentine jednak się rozmyśliła, nie przyjechała z nim i Frantz próbuje popełnić samobójstwo.
Po powrocie do szkoły Meaulnes koniecznie chce odnaleźć tajemniczy zamek i dziewczynę, w której się zakochał. W okolicy jednak o nich nie słyszano. W szkole pojawia się dziwny młody człowiek. To Frantz de Galais pod innym nazwiskiem, uciekający od bólu spowodowanego odrzuceniem. Meaulnes wyrusza do Paryża na studia i bez powodzenia poszukuje Yvonne.
François Seurel zostaje nauczycielem tak jak ojciec. Przypadkiem znajduje Yvonne de Galais w niezbyt odległym majątku „Les Sablonniere” i doprowadza do jej ślubu z Meaulnes’em. Jednak już kilka dni po ślubie Meaulnes wyjeżdża w poszukiwaniu Frantza, pragnąc też połączyć go z utraconą narzeczoną, co obiecał Frantzowi przed laty. Yvonne rodzi córeczkę, ale po dwóch dniach umiera. François dziedziczy dom, w którym mieszkali Meaulnes i Yvonne, i wychowuje tam dziewczynkę. Przeglądając stare papiery, odkrywa niewielki dziennik Meaulnes’a. Okazuje się, że w Paryżu Meaulnes miał romans z narzeczoną Frantza.
Po wielu latach Meaulnes powraca, gdy już udało mu się przywrócić Frantzowi narzeczoną, i poznaje córeczkę.

## Przekłady
Polski przekład Anny Iwaszkiewicz wydano po raz pierwszy w 1938 roku w Warszawie (wyd. J. Przeworski), a potem wznawiano w latach 1948, 1958, 1988, 1995, 2014 w różnych wydawnictwach. Istnieje jednak też tłumaczenie pt. Duży Meaulnes Hanny Młodnickiej wydane w Jerozolimie w 1946 roku przez Interim Treasury Committee for Polish Question. Istnieje aż siedem przekładów na język angielski.

## Ekranizacje
Powieść została sfilmowana dwukrotnie we Francji: w 1967 roku, reż. Jean-Gabriel Albicocco, i w 2006 roku, reż. Jean-Daniel Verhaeghe.

## Wpływ na innych pisarzy
Uważa się, że powieść Wielki Gatsby Fitzgeralda jest zainspirowana tą książką, jeśli chodzi o bohatera, akcję, temat obsesyjnej miłości, wielkie przyjęcie. Do wpływów przyznali się też John Fowles, Nick Hornby, Jack Kerouac, David Mitchell i Rose Tremain.

## Muzeum
W miejscowości Épineuil-le-Fleuriel znajduje się muzeum z odtworzonymi pomieszczeniami z czasów akcji powieści, z roku 1891, kiedy w budynku zamieszkał pisarz z rodzicami nauczycielami: dwiema klasami szkolnymi, mieszkaniem służbowym, siedzibą urzędu gminy.